# Eresus moravicus
Eresus moravicus is een spinnensoort uit de familie van de fluweelspinnen (Eresidae).
De wetenschappelijke naam van de soort werd in 2008 gepubliceerd door Rezác.